# 003½: The Adventures of James Bond Junior
003½: The Adventures of James Bond Junior (003½ James Bond Junior på hemmelig mission) er en James Bond-ungdomsbog fra 1967.
Bogen handler om den berømte hemmelige agent James Bonds nevø af samme navn. Den var et forsøg på en ungdomsorienteret linje rettet mod de 8-14 årige, hvilket ikke rigtig lykkedes.

## Forfatteren
Bogen er skrevet under pseudonymet R. D. Mascott. Hvem der gemmer sig bag dette pseudonym er aldrig offentliggjort, hvilket har åbnet for en række spekulationer. En mulighed er Roald Dahl, der samme år skrev manuskriptet til James Bond-filmen You Only Live Twice, og som i 1975 skrev en lignende børnebog Danny, the Champion of the World. En anden mulighed er Kingsley Amis, der i 1968 skrev James Bond-bogen Colonel Sun men i øvrigt har en anden stil. En tredje mulighed er Arthur Calder-Marshall, der tidligere havde skrevet lignende bøger som The Magic of My Youth (1951) og The Scarlet Boy (1961). Også James Bonds skaber Ian Flemings bror Peter Fleming og dennes søn Nichol Fleming har været nævnt som muligheder.

## Plot
Den berømte James Bonds nevø af samme navn er hjemme på ferie fra kostskolen. Her opdager han, at ejendommen Hazely Hill, hvor han har sin hemmelige hule med sine ting, er blevet effektivt indhegnet og nu bebos af nogle skumle typer. Har de forbindelse til et nyligt røveri, og hvad laver pigen Sheelagh Smith hos dem? Den unge Bond graver i sagen, men de voksne er ligeglade, og hans gamle kammerater vender ham ryggen. Og selv må han snart erkende, at Hazely Hill er et farligt sted.